# Regió Oest (Camerun)
Regió Oest és una de les deu regions de la República de Camerun. La seva capital és la ciutat de Bertoua.

## Departaments
Aquesta regió posseeix una subdivisió interna composta pels següents departaments:
- Bamboutos
- Haut-Nkam
- Hauts-Plateaux
- Koung-Khi
- Menoua
- Mifi
- Ndé
- Noun

## Territori i població
La regió Oest té una superfície de 13,892 km². Dins de la mateixa resideix una població composta per 1,720,047 persones (xifres del cens de l'any 2005). La densitat poblacional dins d'aquesta província és de 124 habitants per km².